# Alejandro Monteverde
José Alejandro Gómez Monteverde (ur. 13 lipca 1977 w Tampico) – meksykański reżyser, scenarzysta i producent filmowy.
Jego pierwszy film fabularny, Bella (2006), zdobył nagrodę publiczności na MFF w Toronto.
8 kwietnia 2006 zawarł związek małżeński z aktorką Ali Landry, z którą ma córkę Estelę Ines (ur. 12 lipca 2007) oraz dwóch synów – Marcelo Alejandro (ur. 8 października 2011) i Valentina Francesco (ur. 11 lipca 2013).

## Filmografia
- 2001: Bocho (krótkometrażowy)
- 2002: Waiting for Trains (krótkometrażowy)
- 2006: Bella[4]
- 2015: Little Boy[4]
- 2023: Sound of Freedom. Dźwięk wolności[4]
- 2024: Cabrini